# 스투데니차니시

스투데니차니 시의 위치

스투데니차니시(마케도니아어: Општина Студеничани, 알바니아어: Komuna e Studeniçanit)는 마케도니아 공화국 중부에 위치한 지방 자치체로 행정 중심지는 스투데니차니이며 면적은 276.16km2, 인구는 17,246명(2002년 기준)이다. 북쪽으로는 스코페, 북서쪽과 서쪽으로는 소피슈테 시, 남쪽으로는 차슈카 시, 동쪽으로는 젤레니코보 시, 북동쪽으로는 페트로베츠 시와 접한다.